# Torrent de les Termes
El torrent de les Termes és un torrent del terme municipal de Sant Quirze Safaja, a la comarca del Moianès.
Està situat en el sector de ponent del terme, i dins d'ell, al nord. Es forma al sud-oest del Serrat de les Vinyes, des d'on davalla cap al nord, després cap al nord-est fent un arc paral·lel al Serrat de la Sabatera. Al cap de poc s'aboca en el torrent del Favar just al nord-est del paratge del Favar.